# Луна, Браулио
Бра́улио Лу́на Гусма́н (исп. Braulio Luna Guzmán; 8 сентября 1974, Мехико, Мексика) — мексиканский футболист, полузащитник. В составе сборной принимал участие в двух чемпионатах мира.

## Карьера

### Клубная
Луна дебютировал в чемпионате Мексики в 1994 году, выйдя на поле за клуб «УНАМ Пумас» в игре против «Леона» (матч завершился со счётом 3:3). Все последующие сезоны футболист провёл на родине, выступая за различные мексиканские клубы: «Америка», «Некакса», «Веракрус», «Сан-Луис», «Пачука». Играя за «Некаксу», в сезоне 2002/03 Луна забил 12 голов в 35 матчах, что стало его лучшим показателем за карьеру. С 2011 года выступает за команду «Эстудиантес Текос». Летом 2012 года, Браулио подписал контракт с клубом «Веракрус», за который уже выступал с 2004 по 2006 год.

### В сборной
Браулио Луна впервые сыграл за сборную Мексики в декабре 1997 года в товарищеской встрече с Австралией. В том же году футболист вместе со сборной участвовал в Кубке конфедераций 1997, где забил один мяч в ворота Саудовской Аравии. Также Луна дважды принимал участие в чемпионатах мира: он сыграл два матча на чемпионате-1998 и четыре игры на чемпионате 2002 года.
В 2009 году после почти шестилетнего перерыва Луна был снова вызван в национальную сборную. В товарищеской игре против Боливии, проходившей 24 февраля 2010 года, футболист забил свой второй и пока последний гол за сборную Мексики.

## Достижения

### Командные
«Америка»
- Обладатель Кубка гигантов КОНКАКАФ: 2001[3]